# FC Britannia Posen
Der FC Britannia Posen war ein deutscher Fußballverein aus Posen.

## Geschichte
Am 1. April 1905 gründete sich in hiesiger Stadt der erste Posener Fußballclub Britannia mit den Vereinsfarben Schwarz, Rot.
Der FC Britannia Posen wurde 1909 Mitglied des Südostdeutschen Fußballverbandes (SOFV).
Der FC Britannia Posen wurde ein Mal Posener Fußballmeister.
Der Verein nahm nur 1913 an der Südostdeutschen Fußballmeisterschaft  teil, als sie in der Vorrunde gegen SC Preußen Breslau mit 1:0 ausgeschieden.
Während des Ersten Weltkriegs wurden die Fußballwettbewerbe in großen Teilen Deutschlands unterbrochen, auch in Posen. Nach dem Krieg fiel Posen an Polen, wodurch der Spielbetrieb zusammenbrach. Damit war der FC Britannia einer von vielen deutschen Sportvereinen, die sich nach der Zugehörigkeit der jeweiligen Gebiete zu Polen auflösten.

## Erfolge
- 1 × Posener Fußballmeister: 1913